# Aase Bjerkholt

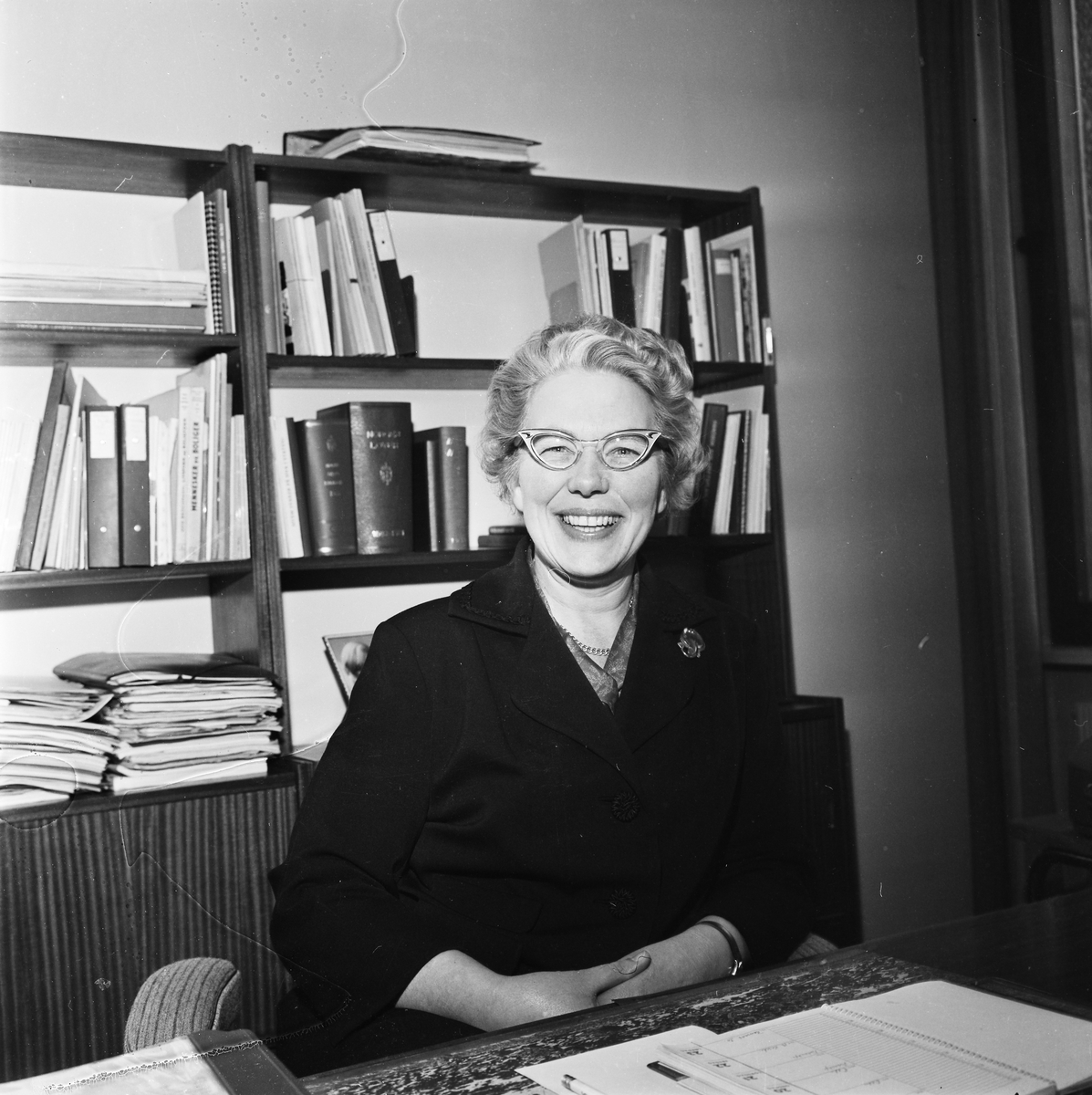
Aase Bjerkholt (1963)

Aase Ingerid Nathalie Bjerkholt (Geburtsname: Aase Ingrid Nathalie Hankø; * 16. Januar 1915 in Kristiania; † 17. August 2012 ebenda) war eine norwegische Politikerin der Arbeiderpartiet, die unter anderem von 1956 bis 1963 sowie 1963 bis 1965 in der Regierung Gerhardsen III und der Regierung Gerhardsen IV erste Ministerin für Familien und Verbraucher war. Sie war eine Pionierin der Gleichstellung der Geschlechter in der norwegischen Arbeiterbewegung und mehrere Jahre Vizevorsitzende und Vorsitzende des Frauensekretariats der Arbeiterpartei.

## Leben

### Büroangestellte, Jugendfunktionärin und Kommunalpolitikerin
Aase Hankø, Tochter des Monteurs Nils Ingvald Olsen Hankø und der Näherin Inga Alvilde Thorvaldsen, wuchs zunächst in Kristiania und später bei den Eltern ihres Vaters in Onsøy auf. Nach dem Besuch der Volks- und Mittelschule bewarb sie sich 1930 für einen Ausbildungsplatz an der Küstenschifffahrtsschule, an der sie als Frau jedoch abgelehnt wurde. Stattdessen begann sie eine Ausbildung an der von Otto Treider gegründeten Handelsschule (Treider Fagskoler) in Kristiania und besuchte dort verschiedene Kurse im Handels- und Sozialwesen. Danach arbeitete sie als Büroangestellte in Oslo und später in Fredrikstad, ehe sie eine Tätigkeit bei einer Gewerkschaft annahm. 1938 wurde sie Büroangestellte und dann leitende Angestellte in der Handels- und Büroangestelltengewerkschaft NHKF (Norges Handels og Kontorfunksjonærers Forbund), der sie selbst als aktives Mitglied angehörte. Am 2. August 1939 heiratete sie den Rechtsanwalt Magnus Bjerkholt, mit dem sie vier Kinder hatte.
Nach dem Ende des Zweiten Weltkriegs begann Aase Bjerkholt ihre politische Arbeit in der Jugendorganisation der Arbeiterpartei AUF (Arbeidernes Ungdomsfylking) und war zwischen 1945 und 1947 Vorsitzende der AUF in Oslo und Akershus. Zugleich gehörte sie von 1945 bis 1947 dem Stadtrat von Oslo als Mitglied an und engagierte sich als Vorsitzende des Verbraucherausschusses der Hauptstadt sowie als aktives Mitglied im Arbeitsausschuss des Verbraucherrates. 1951 wurde sie Mitglied des Verwaltungsvorstandes von Oslo, dem sie bis 1955 angehörte.

### Ministerin und Vorsitzende des Frauenverbandes
1953 wurde Aase Bjerkholt Vize-Vorsitzende der Frauenbewegung der Arbeiterpartei und zugleich geschäftsführende Vorsitzende des Frauensekretariats der Partei. Am 1. August 1955 wurde sie von Ministerpräsident Einar Gerhardsen zur Beigeordneten Ministerin für Familien- und Verbraucherangelegenheiten (Konsultativ statsråd for familie- og forbrukersaker) ernannt und übernahm knapp ein Jahr später am 21. Dezember 1956 das neugeschaffene Amt als Ministerin für Familien und Verbraucher in der dritten Regierung Gerhardsen. Dieser gehörte sie bis zum Ende von Gerhardsens Amtszeit am 28. August 1963 an. Nach der Landesfrauenkonferenz 1955, an der sie als Mitglied des Königlichen Rates teilnahm, kam es zur Einführung einer öffentlichen Versorgung von Kindern, die keine oder nur mangelhafte Versorgung durch ihre Eltern erhielten. Des Weiteren erfolgte aufgrund ihrer Anregung sie die Einführung einer Invalidenversorgung durch die Regierung an. Darüber hinaus kam es durch ihren Vorschlag zu Erhöhung der Leistungen für die häusliche Pflege und Hausfrauen.
Nach dem Ende der bürgerlichen Minderheitsregierung von Ministerpräsident John Lyng übernahm Aase Bjerkholt in der vierten Regierung Gerhardsen vom 25. September 1963 bis zum Ende von Gerhardsens diesmaliger Amtszeit am 12. Oktober 1965 abermals den Posten als Ministerin für Familien und Verbraucher. 
Zugleich wurde Aase Bjerkholt 1963 Nachfolgerin von Rakel Seweriin als Vorsitzende des Frauensekretariats der Arbeiterpartei (Det norske Arbeiderpartis kvinnesekretariat) und verblieb bis 1967 in dieser Funktion. Dabei setzte sie sich für soziale Beziehungen von Frauen, Schulreformen sowie industrielle Entwicklung ein und trat maßgeblich für eine Chancengleichheit von Mädchen und Jungen in der Schule ein, um eine Grundlage für weitere Gleichberechtigung zu schaffen. Im Zuge der industriellen Entwicklung forderte die Schaffung von mehr Arbeitsplätzen für Frauen, insbesondere in ländlichen Gebieten.
Nach ihrem Ausscheiden aus der Regierung engagierte sich Aase Bjerkholt von 1966 bis 1969 als Vorstandsmitglied des Studentenverbandes der Arbeiterpartei AOF (Arbeidernes Opplysningsforbund) und war zwei Jahre dessen Sekretärin. Sie gehörte von 1967 bis 1986 dem Staatlichen Getreiderat (Statens Kornråd) als Mitglied an. Daneben war sie zwischen 1971 und 1982 Vorstandsmitglied von Det norske radiumhospital sowie von 1975 bis 1983 Vorstandsmitglied von Den Norske Opera. Darüber hinaus engagierte sie sich von 1971 bis 1978 als Vorsitzende sowie zwischen 1978 und 1984 als Vize-Vorsitzende des Freiluftrates des Oslofjord, deren Ehrenmitglied sie 1984 wurde. Sie fungierte zudem zwischen 1976 und 1981 als Vorsitzende des Rates für Einwanderung.
1999 wurde Aase Bjerkholt Ehrenmitglied der Arbeiderpartiet.